# 传播史
通信技术（媒体和相应的记录工具）的历史是与政治和经济制度的变迁相辅相成发展的，进而也与权力系统密切相关。交流的形式可以从非常微妙的信息交换到完整的对话、再到大众传播。通信的历史可以追溯到大约公元前10万年语言的起源。人类使用技术进行交流可以从大约公元前3万年首次使用符号算起。这些符号包括洞穴壁画、岩刻、象形图和意符。文字的诞生是一项重大创新，之后是印刷技术，以及更近代的电信和互联网的发展。

## 原始时期
人类交流始于大约公元前10万年的语言起源。大约3万年前，人类开始发展符号。由于口语存在不完美之处，这反而促进了思想的传播，最终推动了新型交流方式的产生，提高了交流的范围与信息的保存时间。所有这些发明都是基于“符号”这一核心概念。
目前已知最早用于交流的符号是洞穴壁画，这是一种岩石艺术，出现于旧石器时代晚期。已知最古老的洞穴壁画位于肖维洞穴（Chauvet Cave），约可追溯至公元前3万年。这些绘画包含的信息量不断增加：人类可能早在1.5万年前就创造了第一份日历。从语言学的角度也能看出绘画与书写之间的联系：在古埃及和古希腊，“绘画”和“书写”在语言上是相同的概念（埃及语为 “s-sh”，希腊语为“graphein”）。

## 口头叙事
语言交流是人类最早的交流形式之一，口头叙事的传统在历史上多个时期都存在。口头交流的发展可以根据历史时期加以分析。口头交流的复杂性总是随着时代环境的变化而变化。语言从未局限于某一特定地区，而是作为一种全球共享的交流传统持续存在。人们通过歌曲、诗歌、吟唱等方式交流。例如，人们会聚集在一起，传颂故事、神话与历史。来自印欧地区的口头诗人因其高超的口才和讲故事的能力，被称为“文字编织者”。
游牧民族是口头叙事传统的主要传承者。阿拉伯的游牧民族就是这样一个典型的例子，他们通过口头叙述的方式代代相传他们的历史和文化。由于游牧生活的特点，他们通常没有固定的建筑或私人财物，也很少留下物质痕迹。早期的穆斯林学者记录了这些代代相传的诗歌和故事，从而保存了游牧生活的丰富文化。这些由阿拉伯游牧民族创作的诗歌是通过被称为sha'ir的专业人士口口相传的。这些人传播部落的历史和故事，在战争时期也常通过这些故事来鼓舞士气。另一个例子是瓦勒度派（Waldensians），他们过着几乎不持有任何物质财产的生活，只通过口头方式传播上帝的话语。
在其最自然的形式中，口头交流曾经也是现在依旧是人类传播思想、历史和传统最有效的方式之一。

## 岩刻（Petroglyphs）

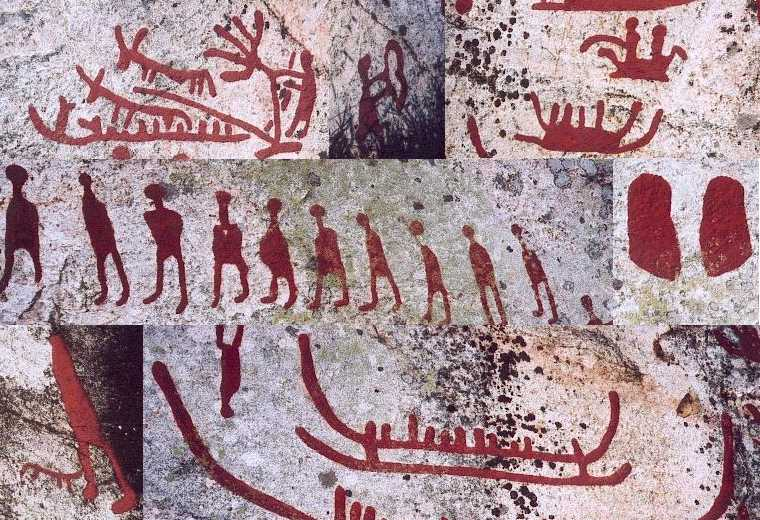
瑞典Häljesta (sv)的岩画。北欧青铜时代

通信历史的下一个发展阶段是岩刻的出现，即在人造岩石表面进行雕刻。从最早的洞穴壁画发展到岩刻，大约花了2万年时间。这些岩刻可追溯到新石器时代和旧石器时代晚期之间，即大约公元前1万至前1.2万年。夏威夷群岛的岩刻与各种象征、神话、传说和艺术相关。
当时的人类可能还使用了其他形式的交流手段，例如具有记忆功能的特别排列的石头、木头或泥土雕刻的符号、类似“结绳记事”的岩石、纹身等，但除了最耐久的石刻符号外，大多数形式都未能流传至今，我们只能通过观察现今非洲或大洋洲尚存的“狩猎采集”文化来推测它们的存在。

## 象形图（Pictograms）
象形图是一种通过图像来表示概念、对象、活动、地点或事件的符号。象形文字是一种原始的书写形式，通过图画来传达思想。象形图是通信演进中的下一个阶段：它们与岩刻的最大不同在于，岩刻只是展示一个事件，而象形图则通过图画讲述关于该事件的故事，因此象形图可以按时间顺序排列，形成故事链。
早在公元前9000年，世界各地的古代文化就开始使用象形图。例如，用于标记基本农产品的带有简单图案的泥制标记逐渐出现，并在公元前6000至前5000年左右变得流行。另一个例子是，荷兰人使用象形图来记录当时发生的事情。
象形图是楔形文字和象形文字的基础，并在公元前5000年左右开始发展成为表意文字系统。

## 表意文字（Ideograms）

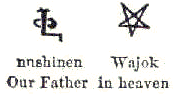
米克马克象形文字书写的主祷文的开头。正文为“Nujjinen wásóq”（我们在天上的父）。

象形文字进一步发展为表意文字，即表示某种思想的图形符号。它们的前身——象形文字，只能代表与其形状相似的物体：例如，一个圆形可以代表太阳，但不能表示“热”、“光”、“白天”或“太阳神”这样的概念。而表意文字则能传达更抽象的概念。
由于某些思想是普遍的，许多不同文化都发展出了相似的表意符号。例如，在加利福尼亚的美洲原住民符号中，一个带泪的眼睛表示“悲伤”，而阿兹特克人、古代中国人和埃及人也使用相同的符号表示这个意思。
表意文字是表意文字系统（Logographic Writing Systems）的前身。

## 书写（Writing）

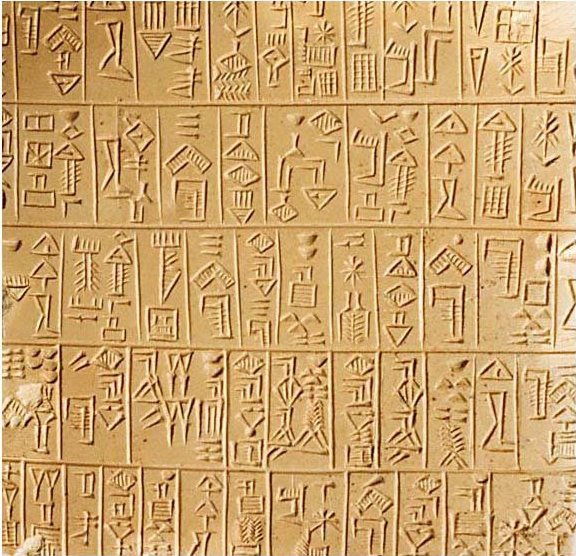
公元前 26 世纪苏美尔楔形文字，以苏美尔语书写，列出了在阿达卜女祭司当选之际向她赠送的礼物。这是人类最早的文字之一。

### 早期文字系统
已知最早的书写形式主要为表意性文字，基于象形和表意元素。大多数文字系统可大致分为三类：表意文字系统、音节文字系统和字母文字系统（或称分段文字系统）；然而，在一个具体的文字系统中，三者常常以不同比例共存，因此很难唯一地进行分类。
最早的文字系统的发明大致与新石器时代晚期（约公元前5千年晚期）铜器时代的开始相当。一般认为，最早的文字系统出现在史前的苏美尔，并在公元前4千年晚期发展为楔形文字。与此同时，埃及象形文字、尚未破译的原伊兰文字系统以及印度河流域的文字也在这一时期出现，尽管一些学者对印度河文字是否为真正的书写系统表示质疑。
到公元前4千年末期，这种文字系统已发展成为一种用于记账的方法，采用圆头书写笔以不同角度在软泥板上留下印记来记录数字。之后，逐渐加入了使用尖头笔描绘的图像文字，用以标明被记录的物品。到了公元前2700年–前2000年，这些写法逐步被使用楔形笔书写的方式取代，这也正是“楔形文字”一词的由来。起初仅用于表意符号，至公元前2800年开始加入音节元素。约公元前2600年，楔形文字开始表示苏美尔语的音节。
最终，楔形文字成为一种通用的文字系统，既可表示语素（Logograms），也可表示音节和数字。至公元前26世纪，该文字系统已被另一种美索不达米亚语言——阿卡德语所采用，并逐渐扩展至胡里安语和赫梯语等其他语言。与之相似的文字系统还包括乌加里特文字和古波斯文字。
中国文字可能独立于中东文字系统而起源，大约在公元前16世纪（商朝早期），其原型源自于公元前6000年左右中国新石器时期的原始书写系统。中国文字的灵感最初来自于鸟兽的足迹，因为它们的形状独特。美洲前哥伦布时期的书写系统，如奥尔梅克和玛雅文字，也被普遍认为具有独立起源。

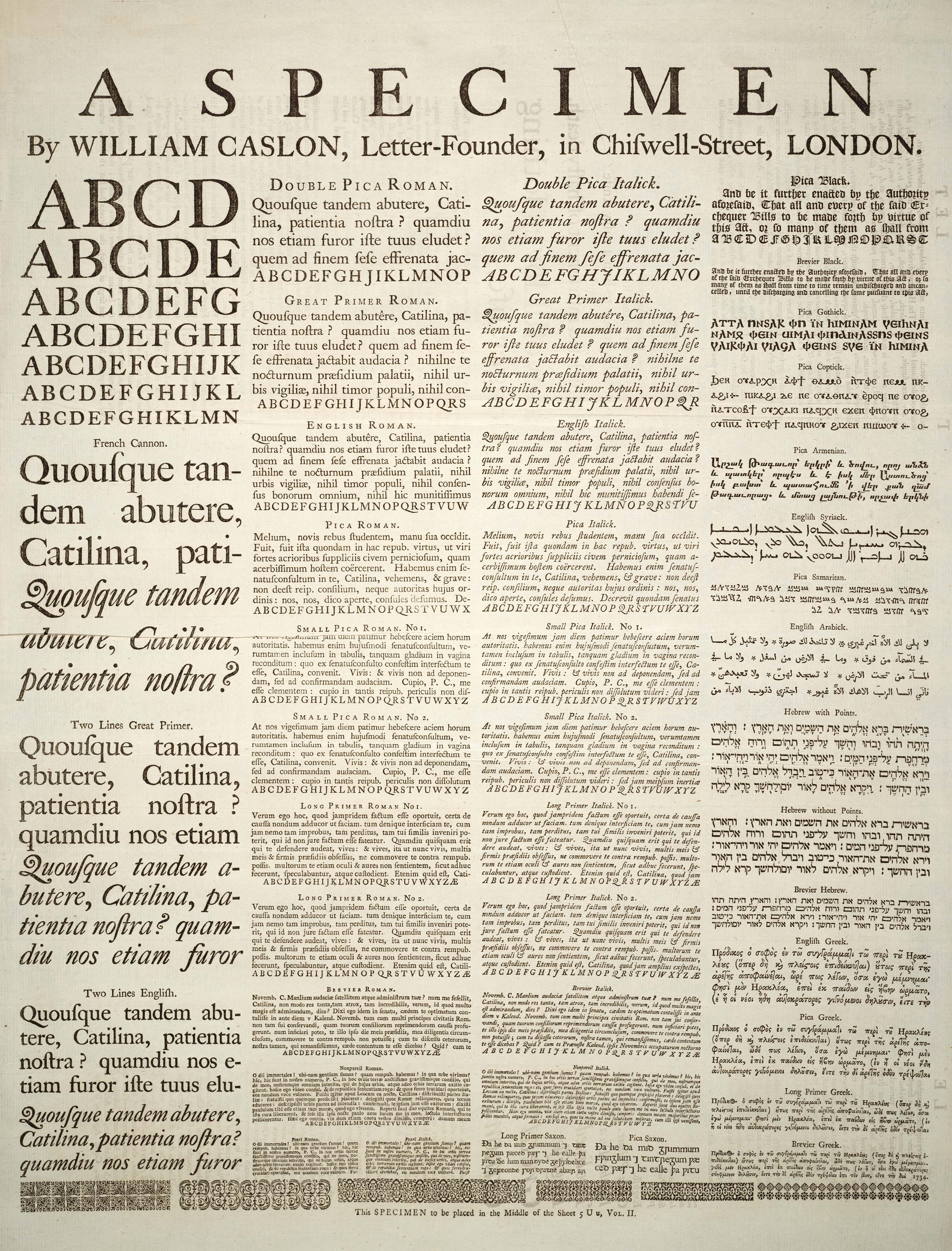
排版字体和语言样本，由字体创始人威廉·卡斯隆 (William Caslon) 制作；摘自 1728 年的《百科全书》。

### 字母（Alphabet）
最早的“全音素文字”字母系统（更准确地说是“辅音音素文字 abjad”）大约出现在公元前2000年古埃及。但在此之前，字母化原则已被融入埃及象形文字中达一千年之久（见中青铜时代字母系统）。例如，字母 F 起源于希伯来语单词“vav”（意为钉子）的第一个字母的音变形式。
到公元前2700年，埃及文字已有约22个表示单辅音（及可由母语者补足的元音或无元音）的象形字。这些字被用于帮助发音、书写语法变化，并用于转写外来词和外国人名。
不过，尽管具有字母性质，原始的埃及单音符号并不是一个独立的系统，也从未单独用于记录埃及语。大约公元前1700年，一种看似“字母化”的系统被认为在中埃及由闪米特工人或为其所创，但目前尚无法解读这些早期文献，其确切性质仍有争议。
在随后的五个世纪中，这种闪米特“字母”（更准确地说是一种音节文字，如腓尼基文）逐渐向北传播。世界上除了韩文（Hangul）之外的所有字母系统，都可以追溯到它，或受到它的启发。
学者普遍认为，腓尼基字母与希腊字母的创造之间存在一定关联。但关于希腊字母最早用途，学术界仍有争议，因为其结构经历了一系列变化。
希腊字母的特点：
- 今天我们所知的希腊字母可追溯至公元前8世纪；
- 早期希腊字母以腓尼基的22个字母为基础，并增添了5个字母；
- 早期希腊文不统一，存在许多地区变体；
- 希腊文采用镌刻风格的书写方式；
- 采用“牛耕式”（boustrophedon）的书写方向；

学者认为，早期希腊字母与腓尼基字母非常接近，随着时间推移，为更好地表达希腊语的语音需求，希腊字母逐渐发生演变。

### 书写技术时间线（Timeline of Writing Technology）
- 公元前30000年 – 在冰河时期的欧洲，人们在象牙、骨头和石头上刻画图案，以记录时间，使用的是月相历法。[10]
- 公元前14000年 – 在今乌克兰的梅日里奇（Mezhirich），制作了已知最早的地图文物，使用骨头绘制。[10]
- 公元前3500年以前 – 原始部落通过绘画进行交流。
- 公元前3500年代 – 苏美尔人发明楔形文字，埃及人发展象形文字。
- 公元前16世纪 – 腓尼基人发展出字母系统。
- 105年 – 蔡伦发明纸张。
- 7世纪 – 印度-马来帝国用铜版卷轴记录法律文件，其他文书则用易腐材料书写。
- 751年 – 在怛罗斯战役后，造纸术传入穆斯林世界。
- 1250年 – 鹅毛笔成为主要书写工具。[10]
- 1795年 – 法国人尼古拉·雅克·孔泰（Nicolas-Jacques Conté）发明铅笔。
- 1888年 – 约翰·J·劳德（John J. Loud）发明圆珠笔。
- 1938年 – 拉兹洛·比罗（László Bíró）发明首款商业成功的圆珠笔。

### 印刷技术时间线（Timeline of Printing Technology）
- 1305年 – 中国人发明了木制活字印刷术。
- 1440年 – 古腾堡发明金属活字印刷机。
- 1844年 – 查尔斯·费纳蒂（Charles Fenerty）发明以木浆造纸法，解决布料纸原料短缺问题。
- 1849年 – 美联社建立新斯科舍州快马邮递服务，将最新欧洲新闻运至纽约报社。
- 1938年 – 切斯特·卡尔森（Chester Carlson）发明适用于办公室的首款复印机。
- 1959年 – Xerox（施乐）公司推出 Xerox 914 型复印机，正式开始销售。[11]

## 电信发展史（History of Telecommunication）
电信即远距离信号传输的通信技术。它的历史可追溯至几千年前非洲、美洲和亚洲部分地区使用的烟雾信号和鼓声。

### 电力以前（Pre-electric）
- 26–37年 – 罗马皇帝提比略（Tiberius）在卡普里岛上通过金属镜反射阳光发送信息，管理整个帝国。
- 1520年 – 麦哲伦船队之间通过鸣炮和升旗进行通讯。
- 1792年 – 法国人克劳德·沙佩（Claude Chappe）发明臂板电报系统。

### 电报（Telegraph）
- 1792年 – 克劳德·沙佩建立第一条远距离臂板电报线路。
- 1831年 – 约瑟夫·亨利（Joseph Henry）提出并建造了电报。
- 1836年 – 莫尔斯（Samuel Morse）发明莫尔斯电码。
- 1843年 – 莫尔斯建成第一条长距离电报线路。

- 1899年 – 马可尼无线电报公司在美国成立，为英国无线电报公司的子公司。[13][14][15]

### 固定电话（Landline Telephone）
- 1876年 – 亚历山大·贝尔和托马斯·沃森在波士顿展示电电话。
- 1889年 – 阿尔蒙·斯特罗杰（Almon Brown Strowger）获得直拨电话专利。

### 留声机（Phonograph）
- 1877年 – 托马斯·爱迪生申请留声机专利。
- 1977年 – 威廉·K·海因（William K. Heine）发明激光唱片机。[16]
- 1997年 – ELP 推出首款商业激光唱盘机 LT-1XA。[17]

### 广播与电视（Radio and Television）
- 1895年 – 马可尼使用无线电波进行远距离通信。[18]
- 1920年 – 美国匹兹堡的 KDKA 电台开始首次广播。
- 1924年 – 贝尔实验室发明首个双向语音无线电话。[19]
- 1925年 – 约翰·洛吉·贝尔德（John Logie Baird）成功传送首个电视信号。
- 1942年 – 女演员海蒂·拉玛与乔治·安塞尔发明跳频通信技术。
- 1947年 – 首个正式电视商业广告播出。
- 1963年 – 第一颗地球同步通信卫星发射，距阿瑟·克拉克提出此构想已有17.5年。
- 1999年 – Sirius 卫星广播服务推出。

### 传真（Fax）
- 1843年 – 发明“电打印电报”，为早期传真机雏形。
- 1926年 – 无线传真商业化。
- 1964年 – 第一款现代传真机“远程静电印刷”（LDX）问世。
- 1996年 – 第一款互联网传真机推出。

### 移动电话（Mobile Telephone）
- 1947年 – 贝尔实验室的工程师提出蜂窝通信概念。
- 1957年 – 苏联列昂尼德·库普里亚诺维奇发明第一部使用码分多址的移动无线电话。
- 1965年 – Chandros Rypinski Jr. 获得多通道无线电话系统专利。[20][21]
- 1973年 – 摩托罗拉的马丁·库珀打出第一通移动电话。[22]
- 1981年 – Comvik 推出全球首个自动移动通信服务；一周后北欧移动电话系统上线。[23][24]
- 1983年 – 摩托罗拉推出 DynaTAC 8000X（俗称“砖头机”），重达1.4公斤，为首款商业便携手机。[25]
- 1986年 – Technophone 推出首款口袋型手机 Excell PCT105。[26][27][28]
- 1991年 – GSM 移动网络正式投入运营。
- 1992年 – 尼尔·帕普沃思发送第一条短信（SMS）。[29][30][31][32]
- 1996年 – 摩托罗拉推出轻便的 StarTAC 翻盖手机。[33]
- 2001年 – 日本 NTT DoCoMo 推出全球首个 3G 网络。
- 2007年 – 苹果推出第一代 iPhone。
- 2009年 – 全球首个 LTE（4G）网络上线。
- 2014年 – 全球手机连接数首次超过全球人口数。[34]
- 2019年 – 韩国率先推出全球首个 5G 商用网络。

### 计算机与互联网发展史（Computers and Internet）
- 1946年 – 宾夕法尼亚大学推出ENIAC，世界上第一台可编程的电子通用数字计算机。
- 1949年 – 被誉为“信息理论之父”的克劳德·香农数学上证明了奈奎斯特–香农采样定理。
- 1957年 – 戈登·古尔德发明激光器与光放大器。[35]
- 1965年 – 第一封电子邮件在麻省理工学院（MIT）发送。[36]
- 1966年 – 高锟（Charles K. Kao）发现二氧化硅基光波导可以通过全内反射实现高效光传输，为光纤通信奠定基础。
- 1969年 – ARPANET（互联网的前身）的首批主机互联。[37]
- 1971年 – 厄尔娜·施奈德·胡佛（Erna Schneider Hoover）发明电话通信的计算机自动交换系统。
- 1971年 – 首款8英寸软盘作为计算机可拆卸存储介质面世。[38]
- 1973年 – Optelecom公司向美国陆军导弹司令部交付了首个光通信系统，并向雪佛龙公司交付了首个商业光纤系统。[39]
- 1975年 – 第一批邮件列表服务器（List Servers）出现。[40]
- 1976年 – 个人计算机（PC）市场诞生。
- 1977年 – 唐纳德·克努斯（Donald Knuth）开始开发排版系统 TeX。
- 1980年 – Usenet（新闻组）建立。
- 1981年 – Hayes 公司推出 Smartmodem 智能调制解调器。[33]
- 1983年 – 微软推出 Microsoft Word 文字处理软件。[41]
- 1985年 – 美国在线（AOL）上线。
- 1988年 – IRC（Internet Relay Chat，互联网中继聊天）发布。
- 1989年 – 蒂姆·伯纳斯-李（Tim Berners-Lee）与罗伯特·卡里奥（Robert Cailliau）在CERN开发出万维网（World Wide Web）原型系统。
- 1989年 – WordPerfect 5.1 文字处理软件发布。[33]
- 1989年 – Lotus Notes（协作软件）发布。[42]
- 1990年 – 世界上第一个搜索引擎 Archie 发布。[43]
- 1990年 – Adobe Photoshop 发布。
- 1991年 – 安德斯·奥尔森（Anders Olsson）通过光纤传输孤波，数据速率达320亿比特/秒。
- 1992年 – Internet2 组织成立，推动下一代互联网技术。
- 1992年 – IBM 推出 ThinkPad 700C 笔记本电脑，较以往产品更轻便。[33]
- 1993年 – 蒂姆·伯纳斯-李正式向公众开放万维网。[44]
- 1993年 – Mosaic 图形化网页浏览器发布，是首批能将图文并排显示的浏览器之一。[45][46]
- 1994年 – 网络广播（Internet Radio）诞生。
- 1995年 – Yahoo（雅虎）上线，成为著名的网络服务提供商。[47]
- 1996年 – Ciena公司在联合创始人戴维·胡伯指导下安装首个密集波分复用（DWDM）系统。[49][50] DWDM 随后成为全球电信网络的标准，并成为互联网的基础。[48][49]
- 1997年 – SixDegrees.com 上线，是首批社交网络服务之一。
- 1998年 – Google（谷歌）搜索引擎发布，提供先进的网页搜索功能。[50]
- 1999年 – Napster 点对点文件共享平台上线。[33]
- 1999年 – XMPP（可扩展消息和状态协议）发布。
- 2001年 – Cyworld 添加社交网络功能，成为首个面向大众市场的社交平台之一。
- 2003年 – Skype 视频通话软件上线。
- 2004年 – Facebook 上线，2009年成为全球最大社交平台。
- 2004年 – Gmail 邮箱服务上线。
- 2005年 – YouTube 视频分享平台上线。
- 2005年 – Reddit 社区上线。
- 2006年 – Twitter 推出，开启“推文”社交时代。
- 2007年 – 苹果公司发布第一代 iPhone，改变了智能手机行业。
- 2009年 – WhatsApp 消息应用上线。
- 2010年 – Instagram 图片分享平台上线。
- 2011年 – Snapchat 社交应用上线，以阅后即焚功能闻名。
- 2013年 – Telegram 加密通讯应用发布。
- 2014年 – Signal 加密消息应用发布。
- 2015年 – Discord 聊天与社区平台上线，初为游戏玩家设计。
- 2017年 – 微软 Teams 团队协作平台上线。